# あの橋の畔で (1972年のテレビドラマ)
『あの橋の畔で』（あのはしのたもとで）は、日本テレビ系の月曜スター劇場で、1972年1月31日から1972年6月5日まで放送されたテレビドラマ。松竹制作、全19話。

## 概要・内容
若手建築家の菅野光晴は大学の卒業を待って、建設会社に勤めるOLの新村葉子と結婚の約束をしていた。ところが、光晴は不慮の事故に巻き込まれて記憶喪失になってしまう。この先には葉子にとって厳しい試練が待ち構えていた。
近藤正臣が本作品以降に数多くの恋愛ドラマで主人公を演じるきっかけとなった作品で当時社会現象となる人気を博したものの、長年にわたりソフト化されていなかったが、2023年8月23日にDVDが発売された。

## キャスト
- 菅野光晴：近藤正臣
- 新村葉子：大谷直子（第15話まで）→ 御影京子（第16話より）
- 信助：津川雅彦
- 藤川：新克利
- しのぶ：珠めぐみ
- トキ:日色ともゑ
- 宝生あやこ
- 穂積隆信
- 円山理映子（円山鈴子）
- 稲野和子
- 呉恵美子
- 津川透子
- 真木沙織
- 水上令子
- 渡辺紀行
- 蓮川久美（蓮川くみ）
- 近松麗江（近松良枝）
- 千秋みつる
- 露原千草
- 石垣守一
- 貫恒美
- 稲川善一
- ナレーター：矢島正明

## スタッフ
- 脚本：津田幸夫（津田幸於）、長谷川公之
- プロデューサー：上条孝美、早川恒夫（日本テレビ）、溝口至
- 原作：菊田一夫
- 制作会社：松竹
- 音楽：池田正義
- 撮影技術：平瀬静雄
- 美術：出川三男

## 主題歌
- 「めぐり逢い」 - 歌：渚ゆう子、作詞：橋本淳、作曲：筒美京平、編曲：高田弘
- 「おんなの日記」 - 歌：渚ゆう子、作詞：辻本茂、作曲：筒美京平、編曲：高田弘

## 放送日程
参照:『河北新報』1972年1月31日 - 1972年6月5日付朝刊、テレビ欄。
| 話数 | 放送日         | サブタイトル     |
| ---- | -------------- | ---------------- |
| 1    | 1972年 1月31日 | 春遠ざかる       |
| 2    | 2月7日         | 愛して、哀し…    |
| 3    | 2月14日        | うず潮の流れに   |
| 4    | 2月21日        | 哀しきめぐり逢い |
| 5    | 2月28日        | さすらいの旅路   |
| 6    | 3月6日         | 慕情の祈り       |
| 7    | 3月13日        | よみがえる日々   |
| 8    | 3月20日        | 運命きびしく     |
| 9    | 3月27日        | 別れに愛を       |
| 10   | 4月3日         | 妻の座むなしく   |
| 11   | 4月10日        | 離愁のかげに     |
| 12   | 4月17日        | 茨の道は遠く     |
| 13   | 4月24日        | 愛と憎しみの中で |
| 14   | 5月1日         | 愛すればこそ     |
| 15   | 5月8日         | 真実をもとめて   |
| 16   | 5月15日        | 逢いよればなお   |
| 17   | 5月22日        | 無情の淵に       |
| 18   | 5月29日        | 限りある身を     |
| 19   | 6月5日         | 慟哭の彼方に     |